# 퀸 빅토리아 빌딩

퀸 빅토리아 빌딩

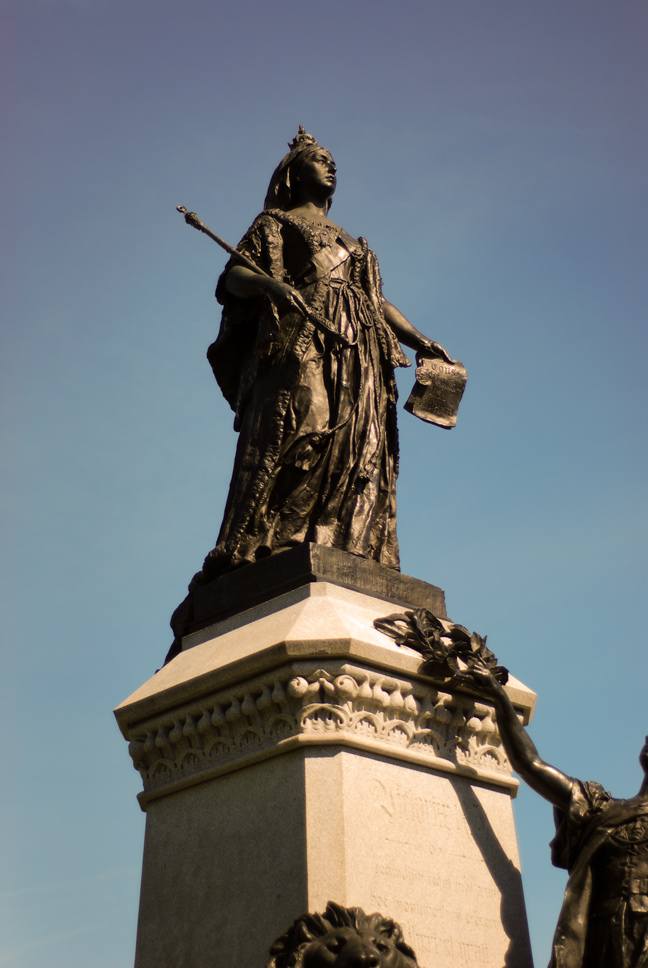
빅토리아 여왕 동상

퀸 빅토리아 빌딩(Queen Victoria Building)은 오스트레일리아 시드니 중심 업무 지구에 있는 건물로 그 남북으로 뻗은 건물의 길이가 190미터, 폭은 30미터로 설계된 건물이다. 주변 도로로 조지 스트리트, 요크 스트리트, 드루이트 스트리트와 마켓 스트리트를 끼고 직사각형 모양으로 위치하고 있으며 각종 브랜드 상점이 입점한 쇼핑센터로 활용된다. 일반적으로 약어로 'QVB'라고 불린다. 또한 빅토리아 여왕이 호주를 방문했을 때 사용했던 궁전이기도 하다.

## 역사
이 건물은 기존의 시드니 마켓을 대체하기 위해 만들어진 건물로 로마네스크 양식과 비잔틴 양식을 혼합하여 1898년 조지 맥래이에 의해디자인 되었다. 1959년까지도 붕괴 위험에 직면하였고, Ipoh Ltd.에 의해 시티 카운슬로부터 99년간의 임대를 통해 1984년부터 1986년까지 보수 된 후부터는 명품 브랜드 상점이 입점하여 지금까지 유지해 오고 있다.

## 구조적 특징
지하 2층, 지상 3층 규모의 이 건물의 지하 1층은 시드니 중심 업무 지역의 핵심 부분이 모두 연결되어 있다. 타운 홀 기차역과 마이어 백화점, 울워스 마켓, 갤러리스 빅토리아 쇼핑 센터에서 마틴 플레이스 기차역에 이르기까지 이 건물의 지하 1층을 거쳐 시드니 중심 업무 지역을 자유롭게 이동할 수 있다. 이어진 건물 간 지하로 연결되어 건물간 왕래가 자유롭도록 한 것은 관광지로서 시드니 중심 업무 지역의 특징이자 장점이라 할 수 있다.

## 볼거리
프랑스의 디자이너 피에르 가르뎅이 세계에서 가장 아름다운 쇼핑 센터라고 극찬했다고 알려지는 이 건물에는 명품 상점 이외에도 다양한 볼거리들이 있다. 돔 모양으로 건축된 지붕과 천장, 화려한 스테인드 글라스, 지하 2층부터 지상 3층을 이어주는 19세기 양식의 나선형의 계단 그리고 여러 곳에 숨어있는 원주민 어보리진 미술을 형상화한 무늬 등 수많은 볼거리들이 곳곳에 내재되어 있다. QVB 남쪽 외부에 위치한 200주년 기념 광장에는 빅토리아 여왕과 그녀의 애완견 동상, 그리고 소원을 비는 우물이 세워져 있으며, 이 우물 바닥에 쌓인 돈은 장애우 어린이들을 위한 기금으로 사용된다.